# Bolitoglossa cuchumatana
Espèce
Synonymes
- Oedipus cuchumatanus Stuart, 1943

Statut de conservation UICN

 EN  : En danger
Bolitoglossa cuchumatana est une espèce d'urodèles de la famille des Plethodontidae.

## Répartition
Cette espèce est endémique de la Sierra de los Cuchumatanes au Guatemala. Elle se rencontre dans les départements de Huehuetenango et du Quiché entre 1 200 et 2 500 m d'altitude.

## Étymologie
Son nom d'espèce lui a été donné en référence au lieu de sa découverte, la Sierra de los Cuchumatanes.

## Publication originale
- Stuart, 1943 : Taxonomic and geographic comments on Guatemalan salamanders of the genus Oedipus. Miscellaneous Publications, Museum of Zoology, University of Michigan, vol. 56, p. 1-33 (texte intégral).